# Filharmonia Czeska
Filharmonia Czeska (cz. Česká filharmonie, ang. Czech Philharmonic lub Czech Phil) – czeska orkiestra filharmoniczna, funkcjonująca w Pradze, w gmachu audytorium muzycznego Rudolfinum. Instytucja ta jest jednostką budżetową, finansowaną przez Ministerstwo Kultury Republiki Czeskiej. Jej działalność zainaugurował koncert poprowadzony przez kompozytora i dyrygenta Antonína Dvořáka, który odbył się 4 stycznia 1896 roku.

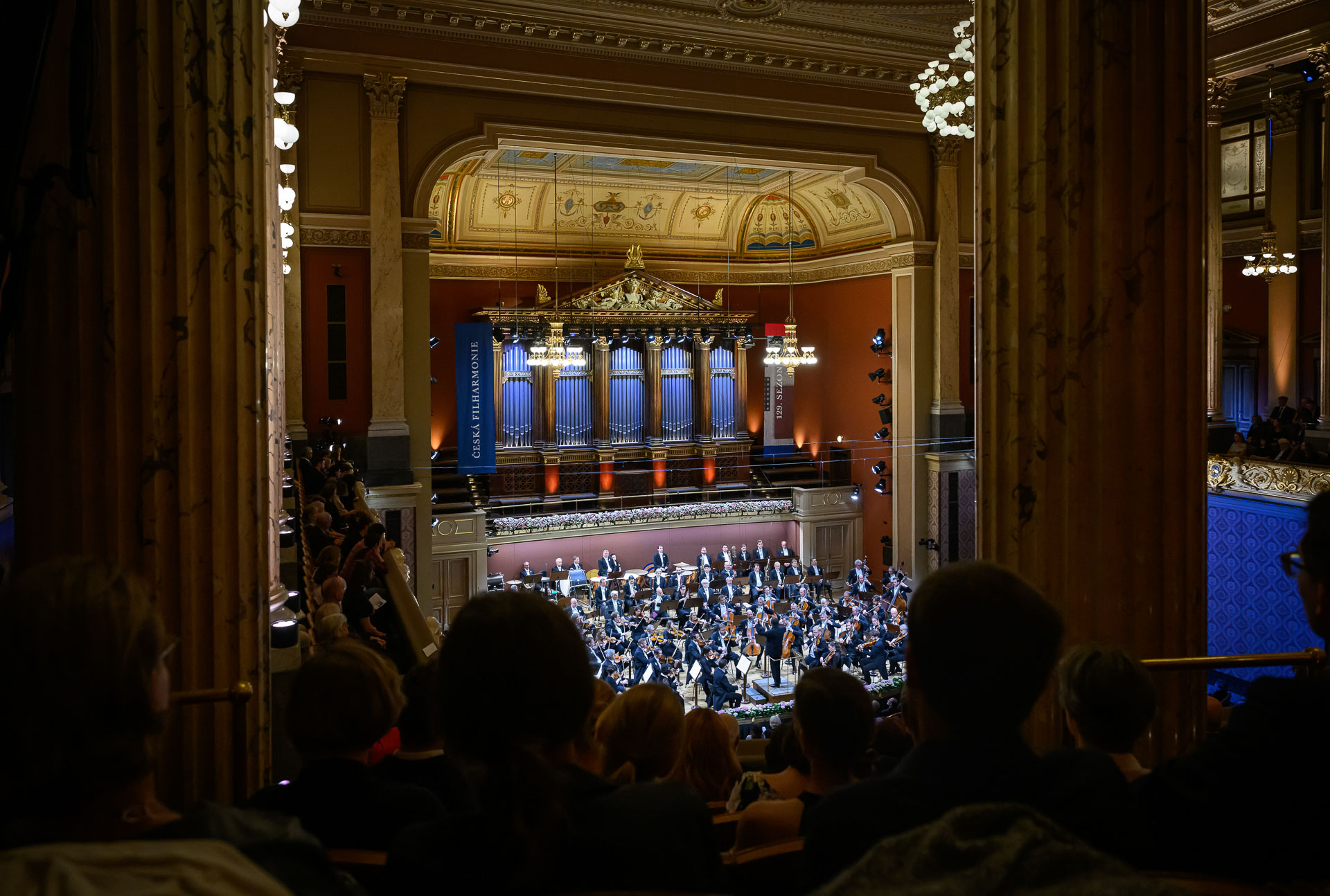
Sala Dvořáka w Rudolfinum

Głównym dyrygentem oraz dyrektorem artystycznym jest od sezonu 2018-2019 amerykański dyrygent rosyjskiego pochodzenia, Siemion Byczkow. Funkcję głównego dyrygenta gościnnego sprawuje Jakub Hrůša. W sezonie 2024-2025 instytucja wprowadziła dodatkową funkcję głównego dyrygenta gościnnego „na cześć kompozytora Rafaela Kubelíka”, powierzając ją sir Simonowi Rattle’owi. W czerwcu 2025 roku Filharmonia Czeska ogłosiła, że Jakub Hrůša zostanie kolejnym dyrygentem naczelnym i dyrektorem muzycznym od sezonu 2028/2029.

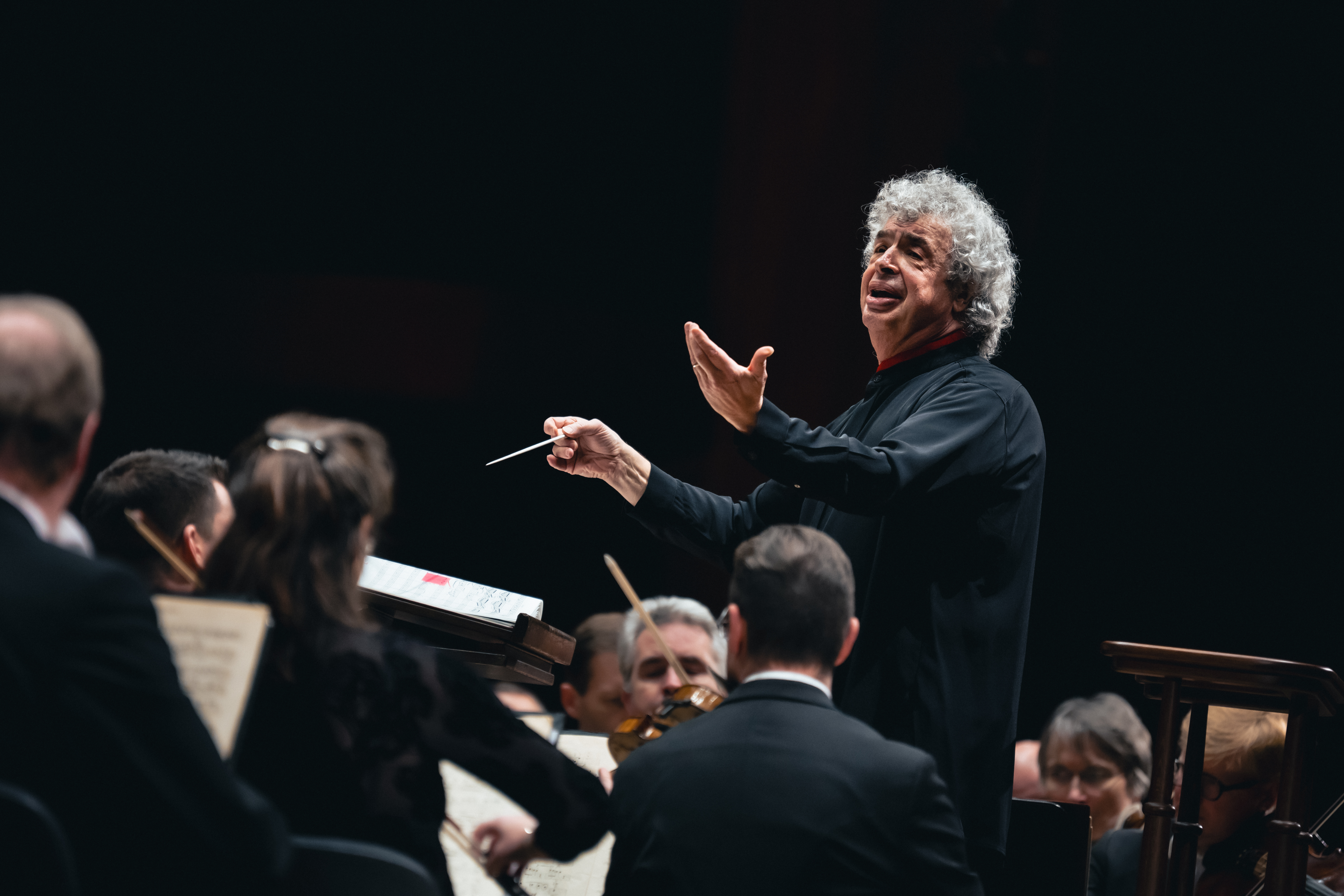
Semjon Byčkov, główny dyrygent od 2018 r.

## Historia

### Wczesne lata

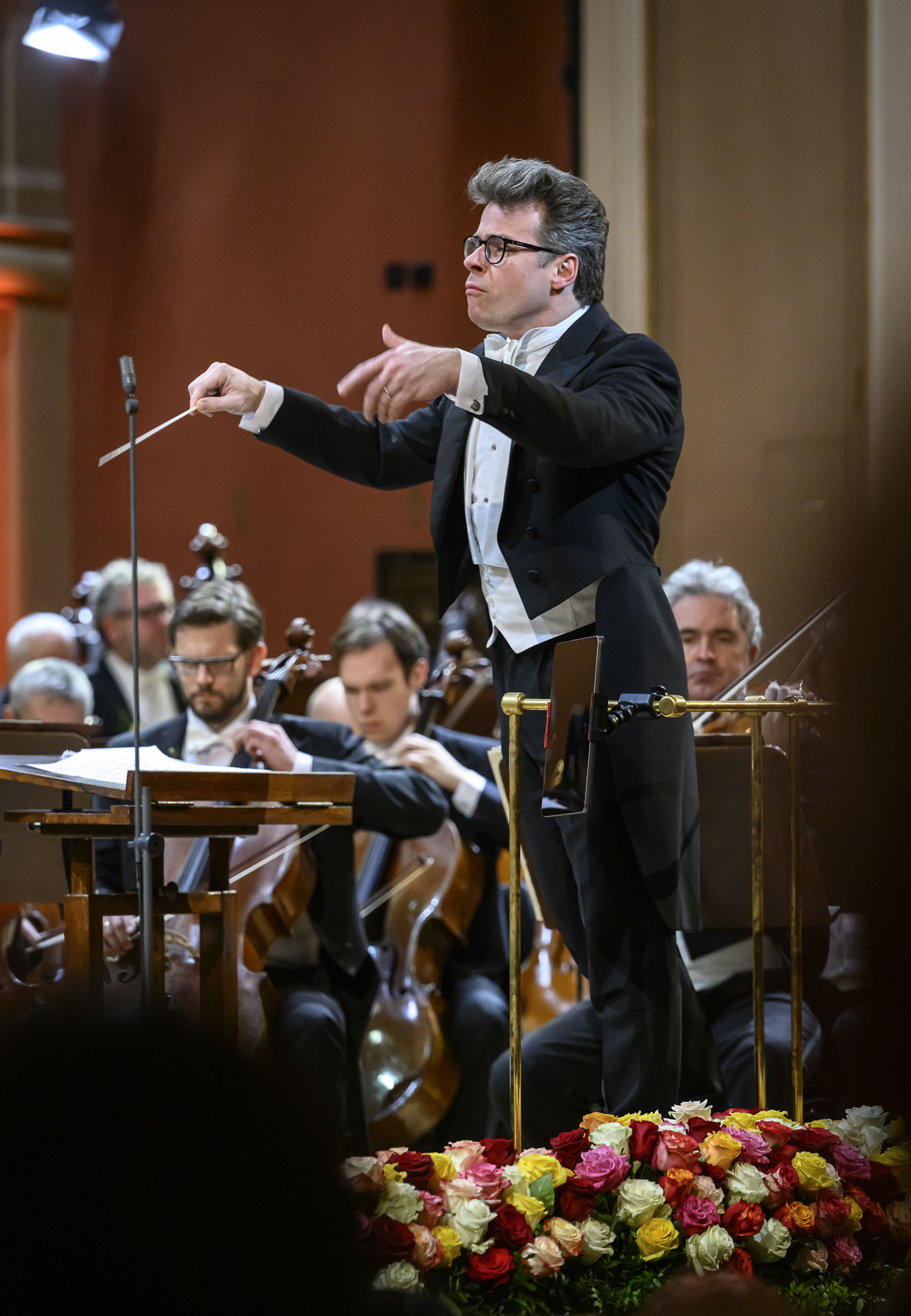
Jakub Hrůša, dyrygent gościnny

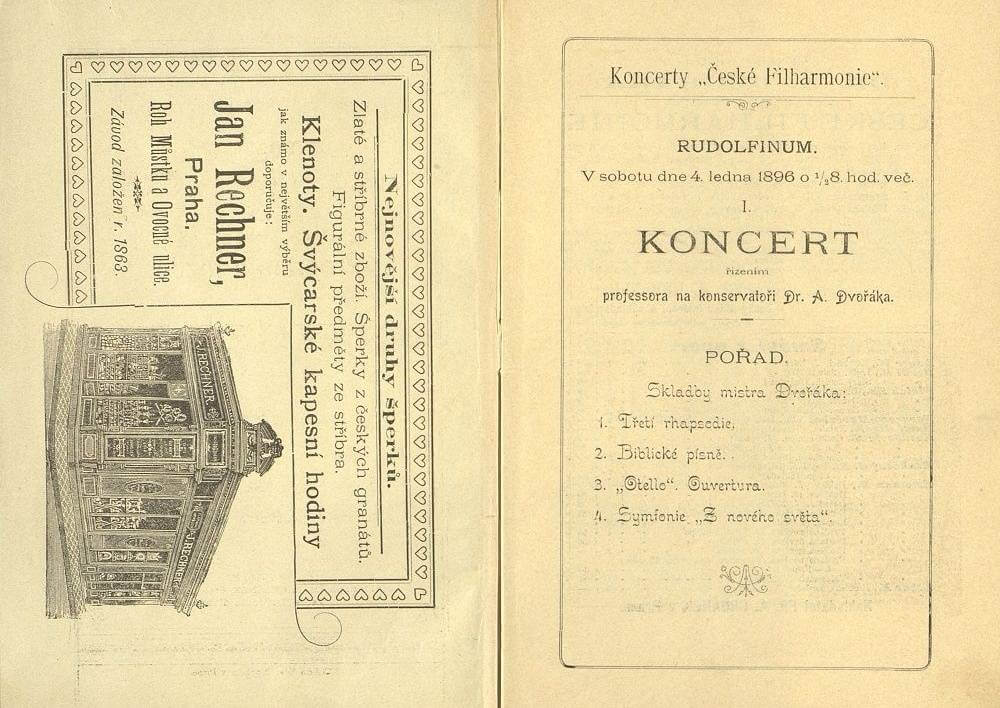
Program pierwszego koncertu Filharmonii Czeskiej, 4. Styczeń 1896

Pomysł na założenie Filharmonii Czeskiej pojawił się już w czasach Bedřicha Smetany. Kompozytor aktywnie zaangażował się w jej powstanie, wraz z założycielami powstałego w 1882 roku Towarzystwa na rzecz utrzymania Wielkiej Orkiestry Miasta Pragi (cz. Společnost ku vydržování velkého orchestru města Prahy). Ich działania przyniosły rezultaty w 1894 roku, kiedy powstała Filharmonia Czeska, Stowarzyszenie na rzecz doskonalenia sztuk muzycznych w Pradze, jak również Stowarzyszenie dla emerytowanych członków orkiestry Teatru Narodowego w Pradze, ich wdów oraz sierot (cz. Česká filharmonie, spolek ku povznesení hudebního umění v Praze, jakož i spolek penzijní členů orchestru Národního divadla v Praze, jich vdov a sirotků). Pierwszy koncert pod batutą Antonína Dvořáka odbył się 4 stycznia 1896 roku w gmachu audytorium muzycznego Rudolfinum. Podczas koncertu wykonane zostały jego autorskie kompozycje: Rapsodia Słowiańska As-dur op. 45, Pieśni biblijne op. 99, nr 1-5, Uwertura Otello op. 93 oraz IX symfonia e-moll op. 95, „Z Nowego Świata”. Towarzystwo działało niekomercyjnie i zrzeszało osoby związane z orkiestrą Teatru Narodowego. Cały dochód przeznaczano na wsparcie emerytalne oraz utrzymanie dla nich lub ich rodzin.
Do powstania Filharmonii Czeskiej jako odrębnej jednostki znacząco przyczynił się konflikt pomiędzy zespołem orkiestry Teatru Narodowego a dyrektorem Opery Teatru Narodowego, Karlem Kovařovicem. Dnia 9 lutego 1901 roku muzycy, wraz z członkami Stowarzyszenia Filharmonii Czeskiej, ogłosili strajk, po czym zostali zwolnieni z pracy. Muzycy postanowili założyć samodzielną orkiestrę symfoniczną – Filharmonię Czeską – na której czele, w funkcji dyrygenta głównego, stanął Ludvík Vítězslav Čelanský (1870–1931).
Orkiestra musiała wiele koncertować, aby się utrzymać. W 1901 roku odbyło się aż 49 koncertów w Czechach, na Śląsku oraz Morawach. Do kluczowych postaci wczesnej ery filharmonii należy Oskar Nedbal, były wiolonczelista Kwartetu Czeskiego. Nedbal zdołał ustabilizować sytuację finansową filharmonii, stając się jednym z jej głównych filarów.

### Rządy Václava Talicha
Nowy rozdział w historii orkiestry rozpoczęło zatrudnienie dyrygenta Václava Talicha, trzydziestopięcioletniego i wówczas niezbyt znanego w Pradze artysty. Stanowisko dyrygenta głównego objął on w 1919 roku. W dniu ogłoszenia niepodległości Czechosłowacji, 28 października 1918 roku, w Miejskim Domu Reprezentacyjnym (cz. Obecní dům) trwała próba generalna przed światową premierą utworu symfonicznego Josefa Suka „Dojrzewanie” (cz. Zrání). Nagle do sali wbiegł członek zarządu Filharmonii aby obwieścić, że  nastala wolność. Václav Talich odpowiedział tylko: „To wspaniale, ale my mamy próbę do dokończenia!”
Premiera „Dojrzewania” Josefa Suka odbyła się 30 października 1918 roku, stając się pierwszym koncertem Filharmonii Czeskiej w nowo powstałym państwie. Talich w pierwszych latach po objęciu stanowiska dyrektora przeprowadził przeglądu repertuaru, w sezonie 1921-1922 skupiając się wyłącznie na symfoniach czeskich kompozytorów. W jego programach regularnie gościły też utwory impresjonistów, takich jak Mahler, Bartók czy Szostakowicz.
Niemiecka okupacja w 1939 roku zmusiła filharmonię do koncertowania na rzecz ówczesnego reżimu. W lutym 1941 roku, na rozkaz Josepha Goebbelsa, orkiestra wystąpiła gościnnie w Berlinie i Dreźnie. W trakcie wojny śmierć z rąk gestapo poniósł altowiolista Zdeněk Němec. Symbolem tożsamości narodowej oraz sprzeciwu wobec nazistowskiego reżimu stały się koncerty, podczas których wykonywano „Moją ojczyznę” (cz. Má vlast), poemat symfoniczny autorstwa Bedřicha Smetany. Wkrótce doprowadziło to do zakazu odgrywania tego utworu w całości (części „Tabor” i „Blaník” zostały objęte całkowitym zakazem wykonywania).

### Czasy Rafaela Kubelikowa
Rafael Kubelík został dyrygentem Filharmonii Czeskiej jesienią 1941 roku i już od czasów II wojny światowej odgrywał kluczową rolę w jej historii. Swój pierwszy koncert dyrygował w styczniu 1934 roku, mając wtedy zaledwie dziewiętnaście lat. W czasach okupacji wybierał utwory, które wzmacniały w mieszkańcach kraju wiarę i nadzieję na lepsze.
Tuż po wojnie, 21 czerwca 1945 roku Kubelík dyrygował „Koncert Dziękczynny”, na którym orkiestra ponownie zagrała „Moją ojczyznę” w całości. W listopadzie 1945 roku Filharmonia Czeska zorganizowała też koncert charytatywny dla gmin Lidice i Ležáky – terenów szczególnie dotkniętych nazistowskim terrorem. Dnia 22 października 1945 roku orkiestra, wciąż pod przewodnictwem Kubelíka, została znacjonalizowana. Od strony dramaturgii twórczość dyrygenta oscylowała głównie wokół muzyki nieobecnej w repertuarze czasów wojny – rosyjskiej, francuskiej i angloamerykańskiej. Niemniej jednak jego ulubionymi utworami pozostawały Medytacja nad chorałem św. Wacława, op. 35a kompozytora Josefa Suka oraz Taras Bulba autorstwa Leoša Janáčka. W 1946 roku Kubelík wraz z Filharmonią Czeską założył Międzynarodowy Festiwal Muzyczny Praska Wiosna. Gospodarze zagrali piętnaście z pięćdziesięciu koncertów w programie festiwalu.

### Czasy Karela Ančerla i Václava Neumanna
Uchodźstwo Kubelíka w 1948 roku oznaczało dla orkiestry początek okresu przejściowego. W tym czasie prowadzili ją Václav Neumann i Karel Šejna, usiłujący utrzymać wykonanie artystyczne na możliwie jak najwyższym poziomie. W 1950 roku dyrektorem Filharmonii Czeskiej został Karel Ančerl, co spotkało się z dużym oporem ze strony orkiestry, która uznała jego nominację za akt motywowany politycznie. Dyrygent jednak, swą wytrwałością i talentem artystycznym, zdołał oczyścić atmosferę i zapewnić instytucji międzynarodowy rozgłos. Ančerl dyrygował orkiestrą filharmoniczną na sześćdziesięciu różnych wyjazdach koncertowych w dwudziestu ośmiu krajach świata.
Dyrygentura Neumanna rozpoczęła się w grudniu 1968 roku, owocując współpracą z wytwórniami płytowymi, dzięki którym powstały m.in. istotne w historii filharmonii nagrania utworów symfonicznych Antonína Dvořáka.

### Powrót Kubelika
W 1969 roku Filharmonia Czeska aktywnie sprzeciwiała się interwencji państw Układu Warszawskiego na Czechosłowację. Odbyły się m.in. koncerty upamiętniające Jana Palacha. W listopadzie 1989 roku instytucja wzięła aktywny udział w wydarzeniach Aksamitnej Rewolucji. Na koncertach orkiestra wykonała utwory symbolizujące pragnienie wolności i sprawiedliwości, m.in. zagrano IX Symfonię Beethovena na koncercie na rzecz Forum Obywatelskiego, który odbył się 14 grudnia 1989 roku.
Rafael Kubelík, po wielu latach spędzonych na emigracji, powrócił do Pragi w 1990 roku. Pierwsze słowa wypowiedziane przez niego po powrocie były pełne emocji: „Czekałem na ten moment z ogromną niecierpliwością i wierzyłem, że wreszcie się doczekam”.  Na festiwalu Praska Wiosna poprowadził koncert inauguracyjny, na którym orkiestra ponownie zagrała „Moją ojczyznę” Bedřicha Smetany. Kubelík prowadził orkiestrę do listopada 1991 roku, kiedy podczas trasy koncertowej w Japonii dyrygował swój ostatni koncert.

### Czasy Bělohlávaka i Byczkowowa
Po odejściu Kubelíka orkiestra przez kilka lat zmagała się z częstą zmianą dyrygentów. Stabilizacji i nowej wizji artystycznej doczekała się dopiero w 2012 roku, kiedy dyrygentem głównym został Jiří Bělohlávek. Pod jego kierownictwem orkiestra ponownie ożyła na międzynarodowej scenie muzycznej, m.in. dzięki nagraniom kompletnej twórczości symfonicznej Antonína Dvořáka. Po śmierci Bělohlávka kierownictwo przejął Siemion Byczkow –  który kontynuuje budowanie prestiżu orkiestry, poszerza jej repertuar o nowe utwory oraz zaprasza do współpracy światowej klasy artystów. Niektórzy krytycy muzyczni (Jesica Duhen, Jaj Dordlinger) zaliczają współcześnie  Filharmonię Czeską do najznamienitszych współczesnych orkiestr.

## Działalność koncertowa
Filharmonia Czeska w każdym sezonie gra około 50 koncertów w kraju oraz 30 za granicą. Program w Czechach składa się z pięciu cykli. Dodatkowo odbywają się też koncerty specjalne (np. Koncert Wolności i Demokracji, koncerty sylwestrowe i noworoczne, koncerty plenerowe na zakończenie sezonu).

Repertuar orkiestry filharmonicznej obejmuje muzykę XIX i XX wieku, ze szczególnym uwzględnieniem twórczości czeskiej– Antonína Dvořáka, Bedřicha Smetany czy Leoša Janáčka. Dzięki działalności Siemiona Byczkowa w programie często goszczą utwory Mahlera i Szostakowicza. Istotny wkład w nią mają również artyści rezydenci, na przykład w sezonie 2024-2025 pianista Daniił Trifonow. Orkiestra regularnie współpracuje ze światowej sławy dyrygentami i solistami, takimi jak sir Simon Rattle, Daniił Trifonow, Janine Jansen i Augistine Hadelich.

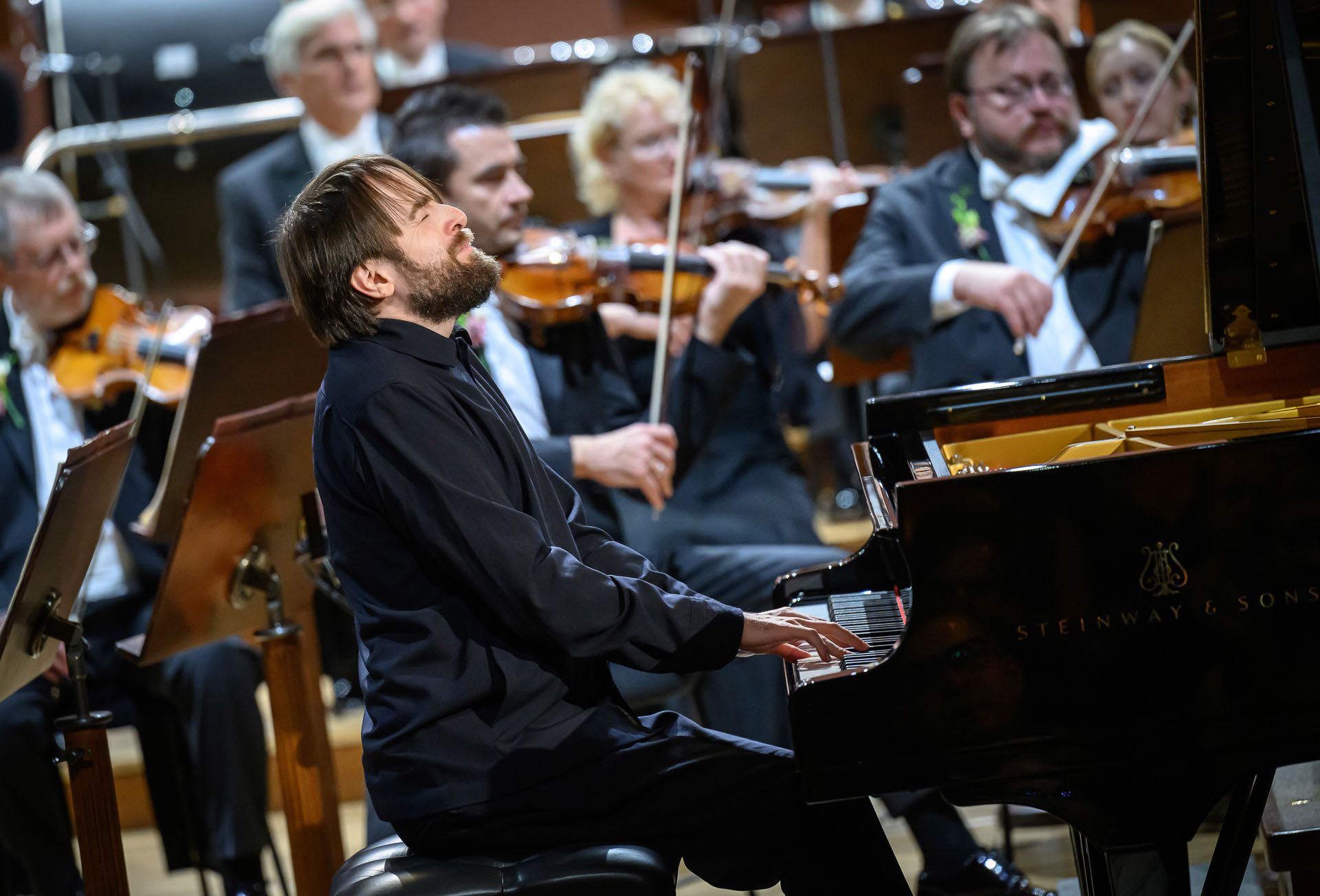
Pianista Daniil Trifonov
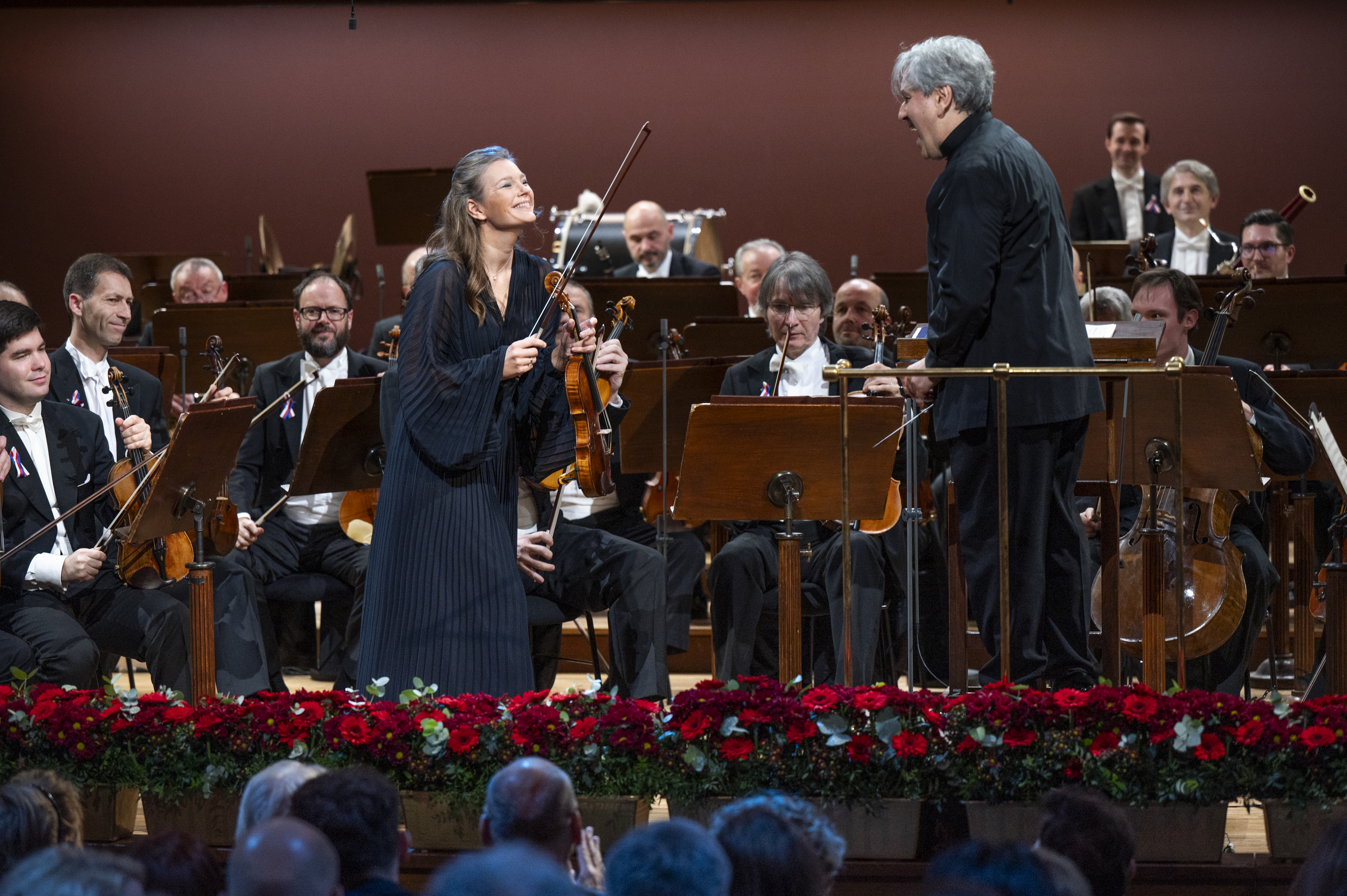
Solistka Janine Jansen
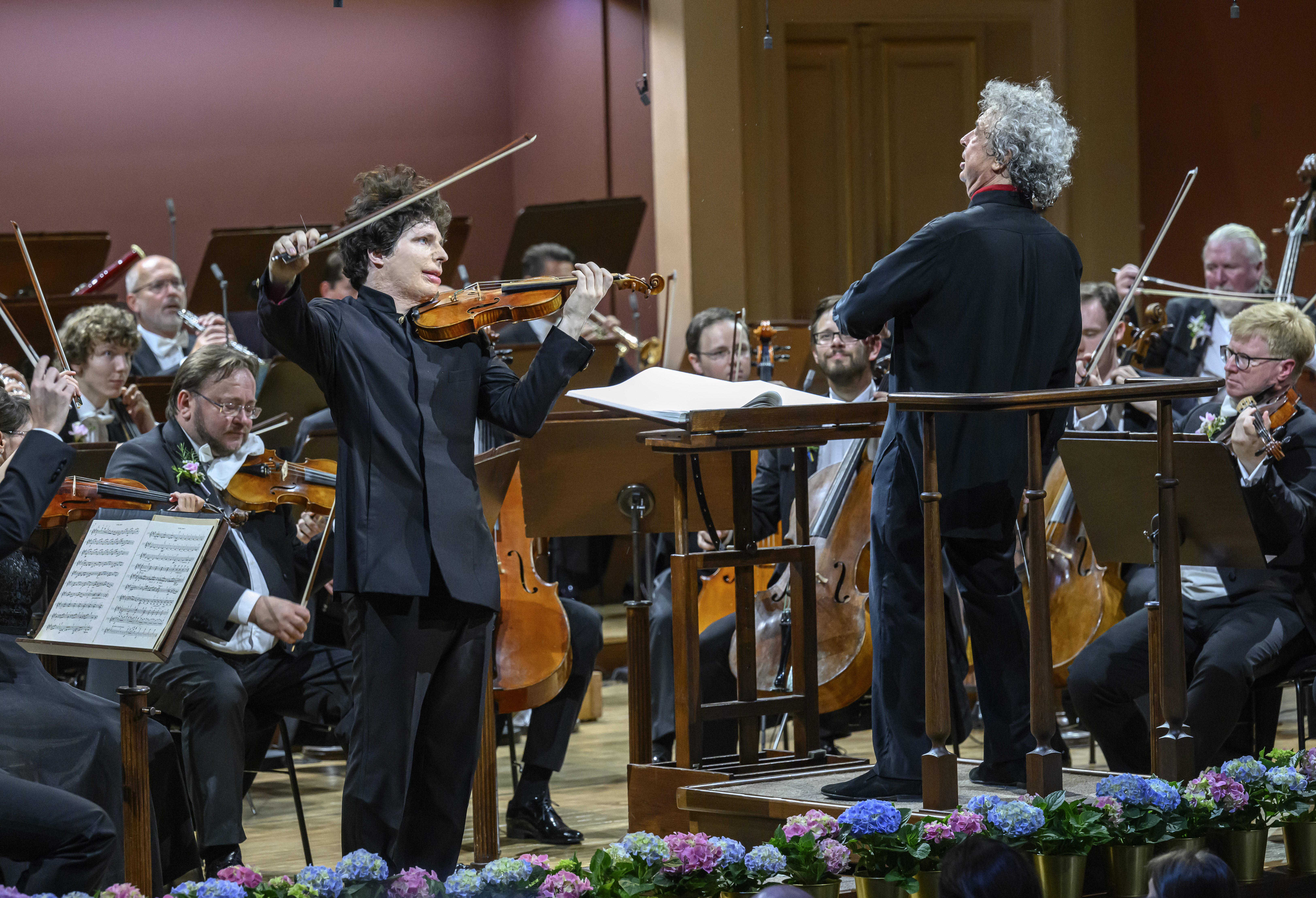
Solista Augustin Hadelich
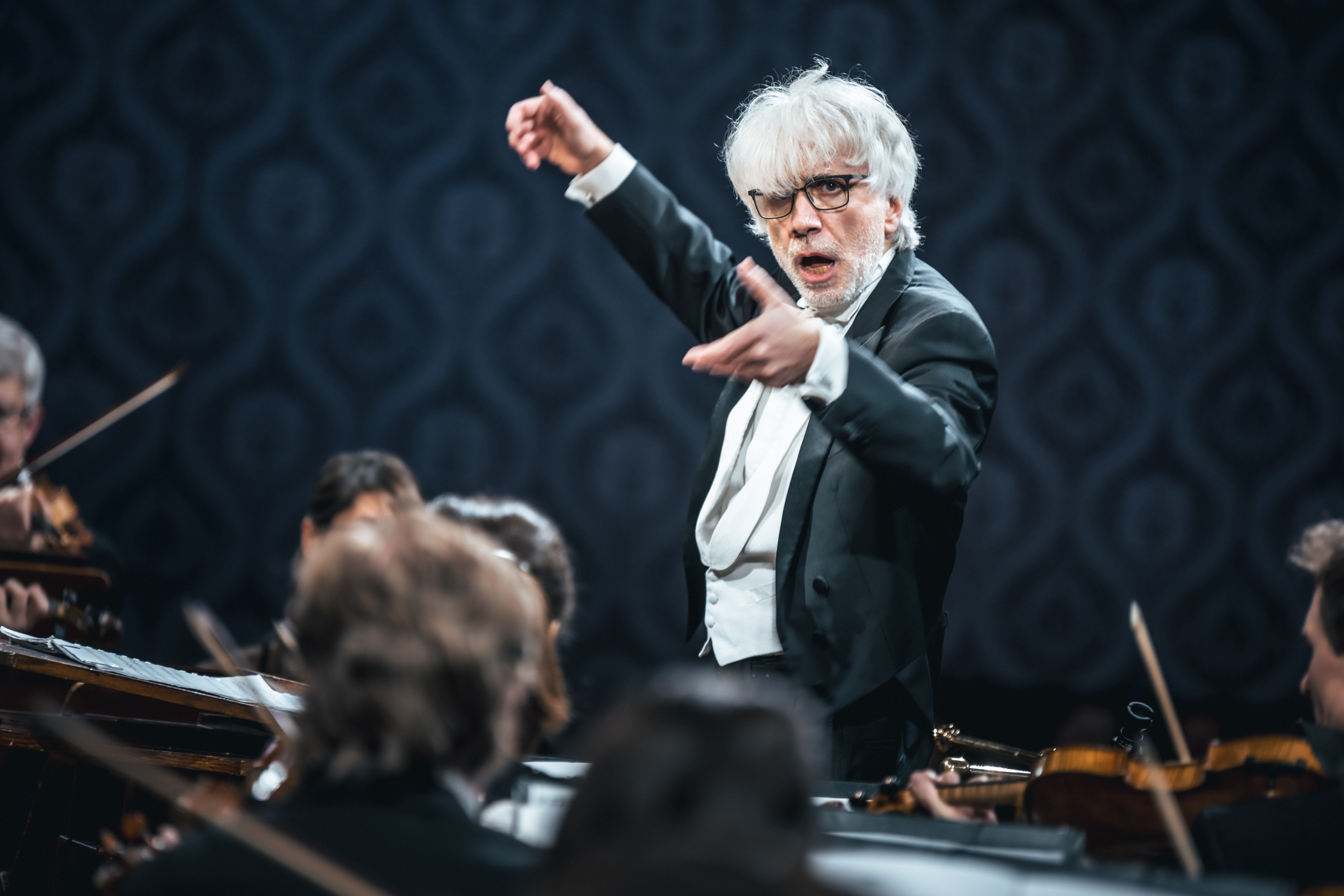
Dyrygent Giovanni Antonini
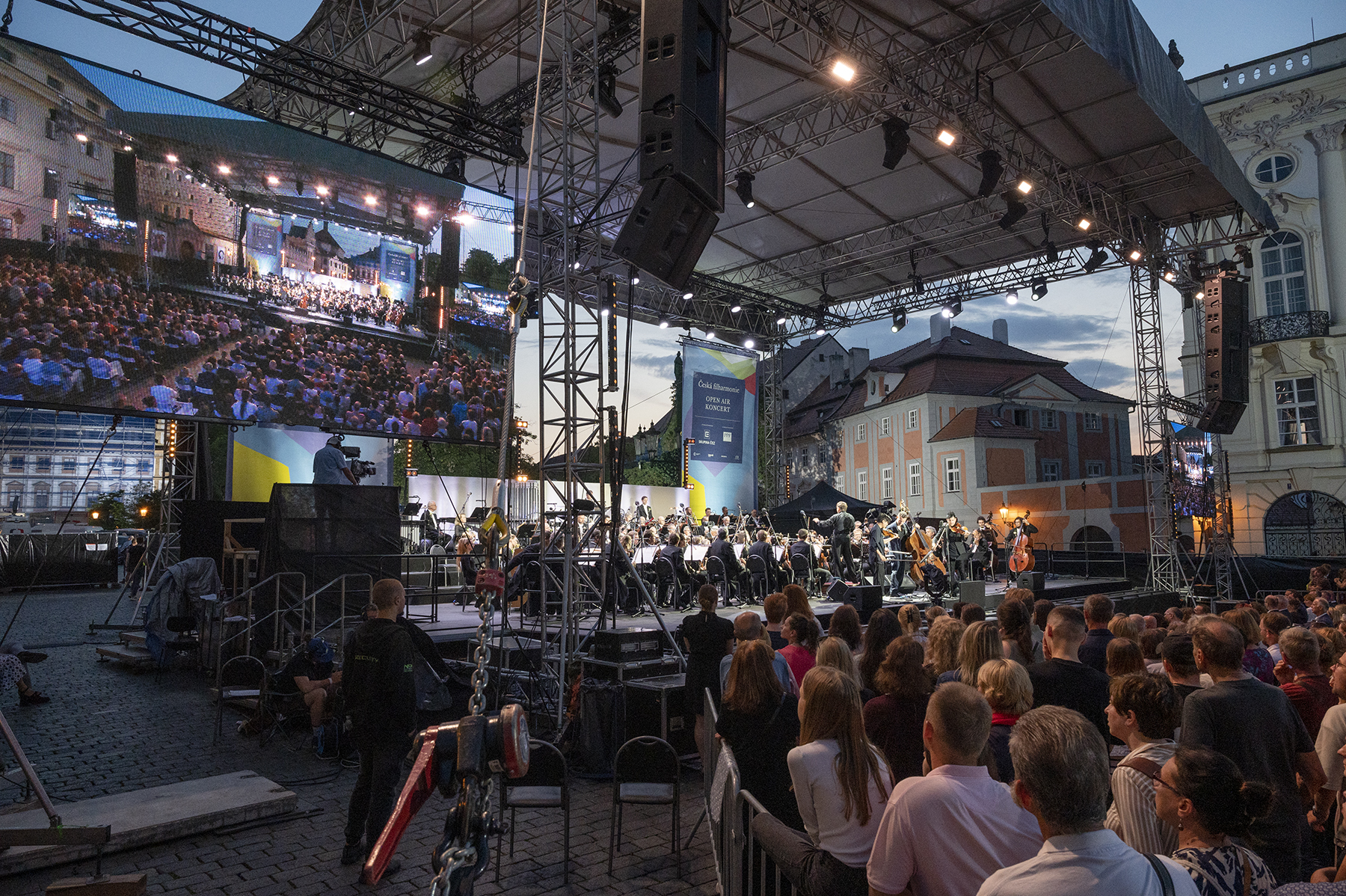
Koncert plenerowy 2024 na placu Hradczańskim

### Działalność za granicą
Przełomowym momentem w działalności orkiestry był koncert w Londynie w 1902 roku. W liście do rodziny dyrygent Oskar Nedbal napisał: „To pierwszy taki przypadek, kiedy do Londynu zawitała na dłużej orkiestra spoza wysp. Podobno Filharmonia Londyńska najbardziej się wścieka...”
Na terenie Europy Filharmonia Czeska najczęściej koncertuje w takich miastach jak Wiedeń, Salzburg, Budapeszt, Amsterdam, Hamburg oraz Madryt. Co roku gra również na międzynarodowych  letnich festiwalach, takich jak BBC Proms, Kissingen Sommer czy Elbphilharmonie Sommer.
Pierwsza trasa koncertowa poza Europą odbyła się w 1959 roku i obejmowała Australię, Japonię, Nową Zelandię, Chiny, Indie oraz Związek Radziecki. Chociaż orkiestra ponownie zawitała do Chin dopiero w 2001 roku, po 42 latach, w Japonii zadomowiła się na dobre. Regularne występy w audytoriach, takich jak tokijskie Suntory Hall, zapewniły jej stałe miejsce w programach tamtejszych sezonów koncertowych.

Pierwsze koncerty czeskich filharmoników w Stanach Zjednoczonych i Kanadzie poprowadził w 1965 roku dyrygent Karel Ančerl. Orkiestra wróciła do USA jeszcze kilkakrotnie, a jubileuszową, dziesiątą trasę koncertową w 2004 roku odbyła pod batutą Andreja Borejko. W nowojorskiej Carnegie Hall w 2024 rok orkiestra odbyła trzydniową rezydencję, z której transmisję obejrzało kilka milionów widzów.

Trasa koncertowa 2024
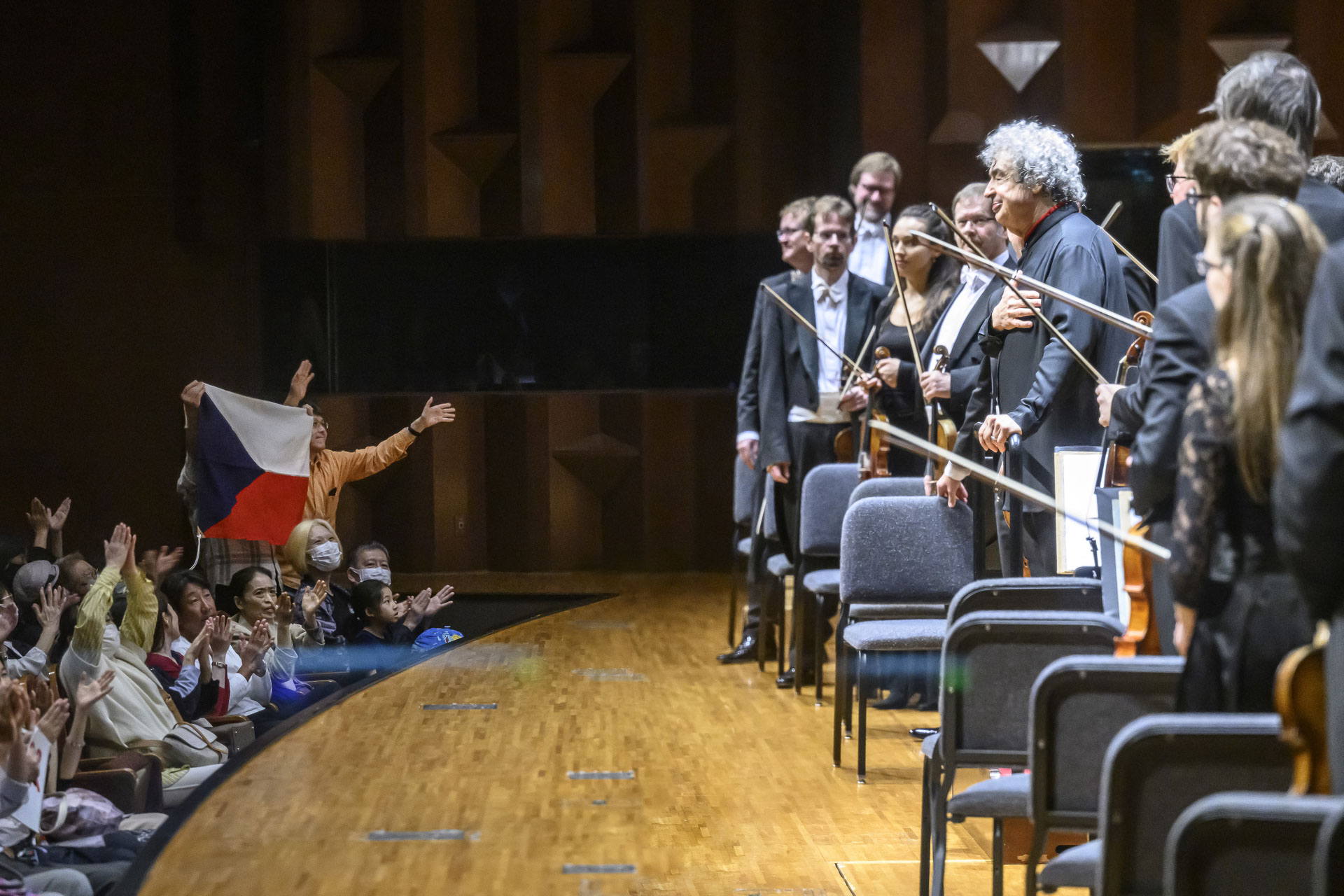
Koncert w Sala Symfoniczna w Osace
Koncert w Orkiestra Filharmonii Łabskiej w Hamburgu
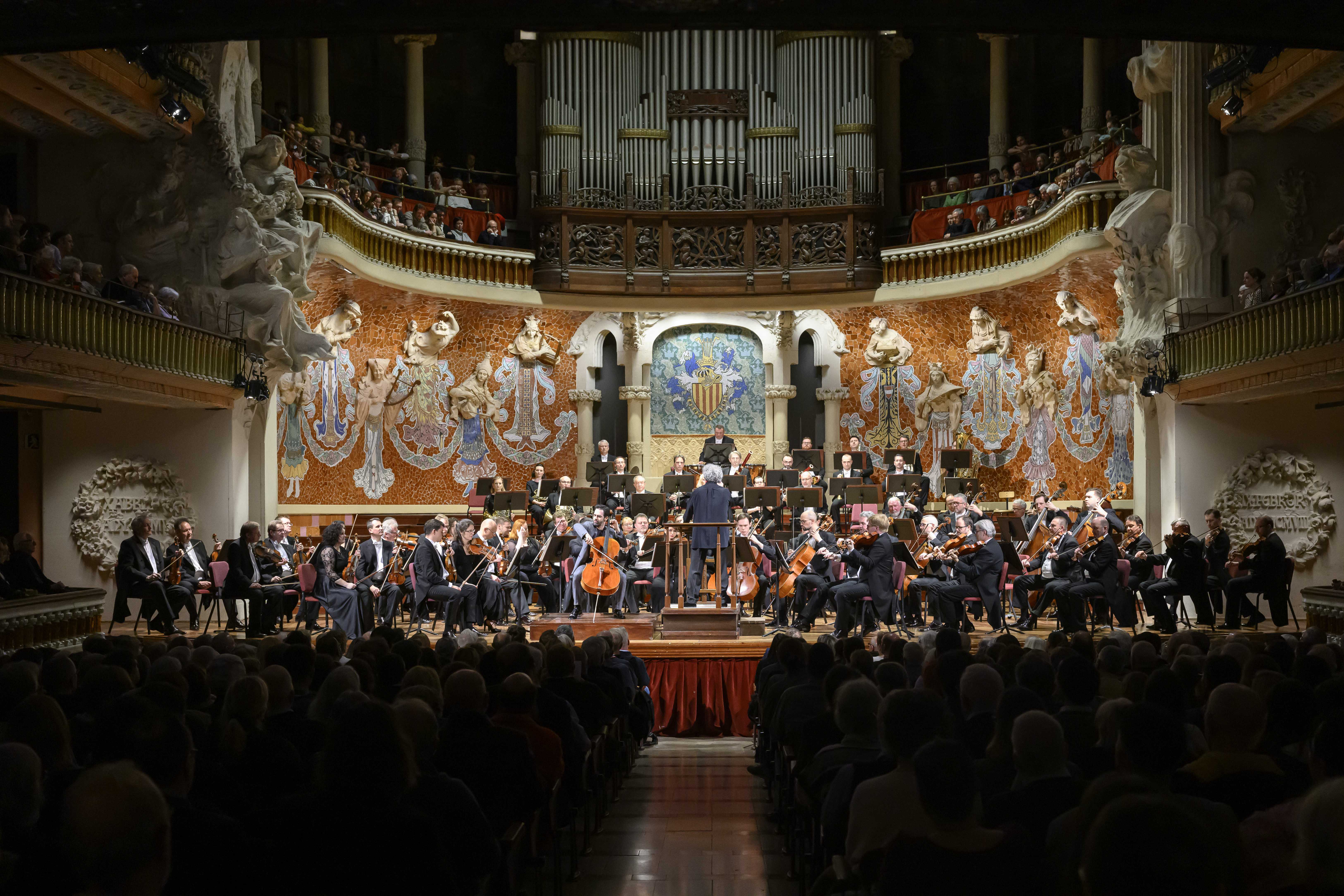
Koncert w Palau de la Música w Barcelonie
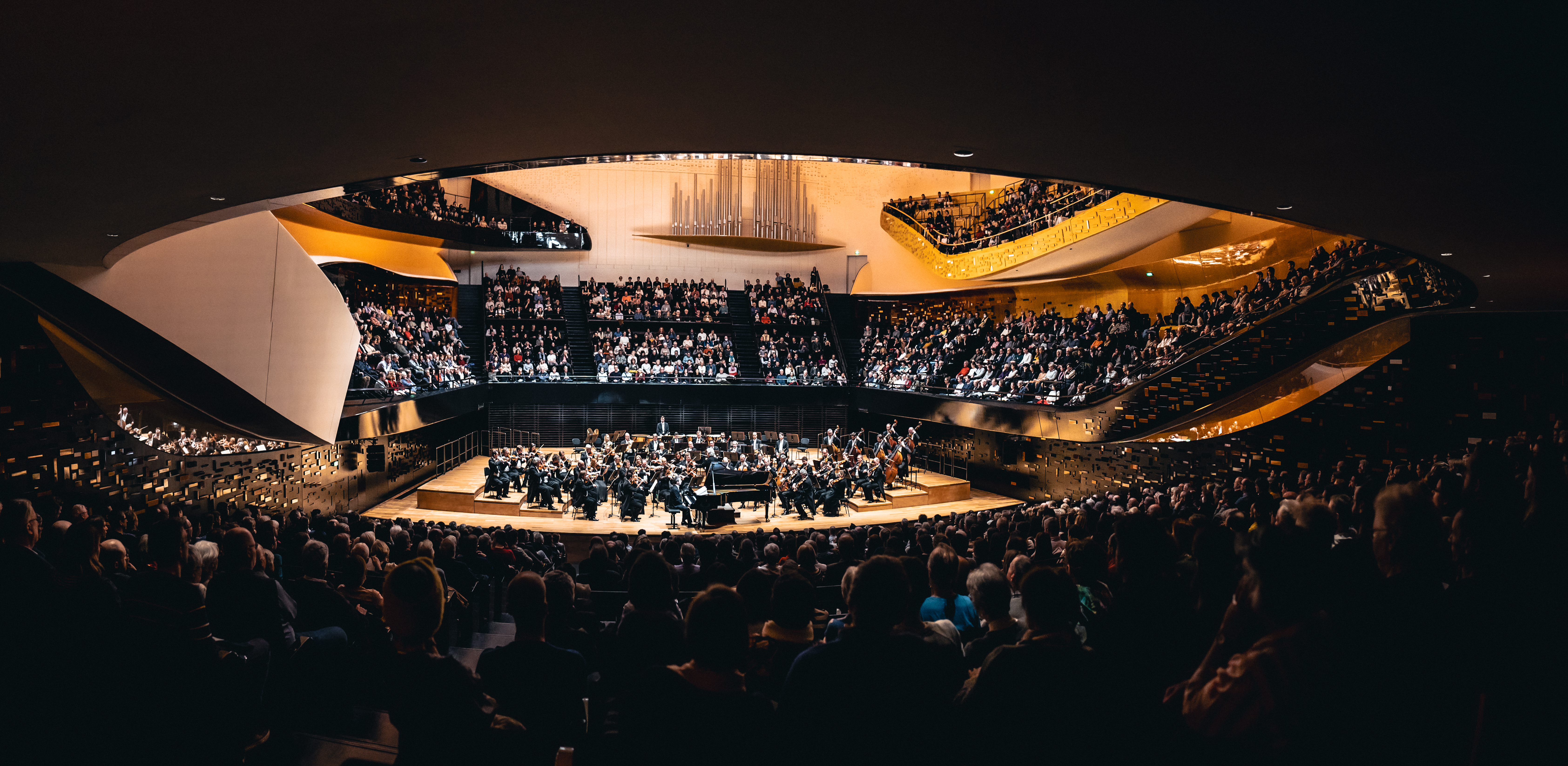
Koncert w Filharmonii Paryskiej

## Działalność edukacyjna
Instytucja co sezon oferuje dziesiątki warsztatów i koncertów z prelekcją. Prowadzi też projekty długoterminowe, takie jak Romano Drom, w ramach którego orkiestra współpracuje z piosenkarką Idą Kelarową i romskim chórem Čhavorenge. Zespół odpowiedzialny za edukację organizuje około 300 programów rocznie dla ponad 50 tysięcy dzieci, osób nastoletnich, dorosłych i seniorów.
Instytucja od wielu lat zajmuje się kształceniem przyszłych profesjonalnych muzyków. Dzięki Akademii Orkiestralnej młodzi, utalentowani artyści mogą dołączyć do orkiestry. Przestrzeń do kształcenia młodych talentów daje też orkiestra składająca się ze studentów szkół muzycznych – Czeska Filharmonia Studencka (cz. Česká studentská filharmonie). Wspólna orkiestra, złożona z uczniów podstawowych szkół muzycznych oraz muzyków Filharmonii Czeskiej, powstaje we współpracy instytucji z artystycznymi szkołami w całym kraju
Filharmonia Czeska kształci także edukatorów muzycznych, wprowadzając ich w nowe formy nauczania oraz zapoznając z najnowszym podejściem do edukacji muzycznej w ramach specjalnego programu „Szkoła pełna muzyki".

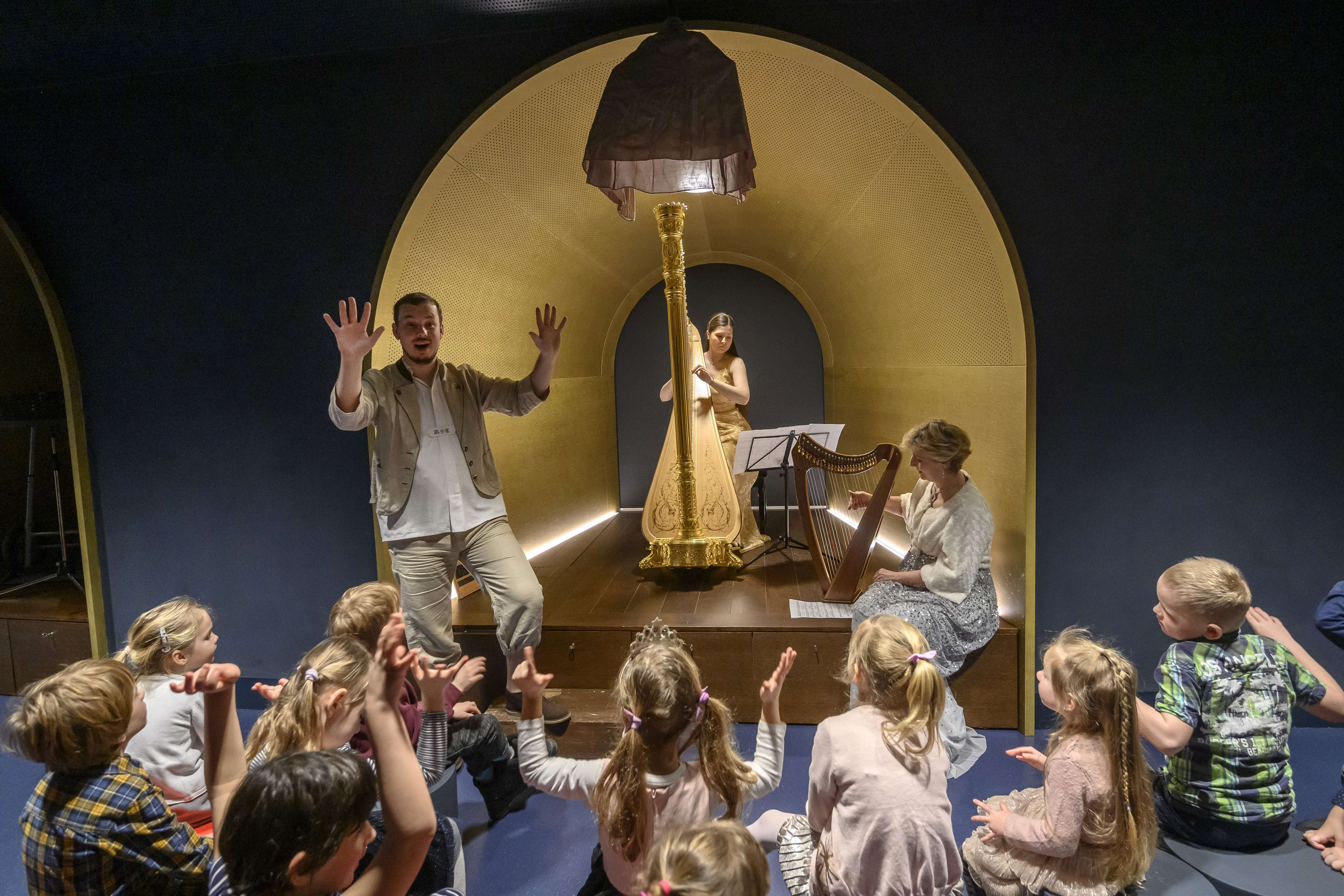
Centrum edukacyjne
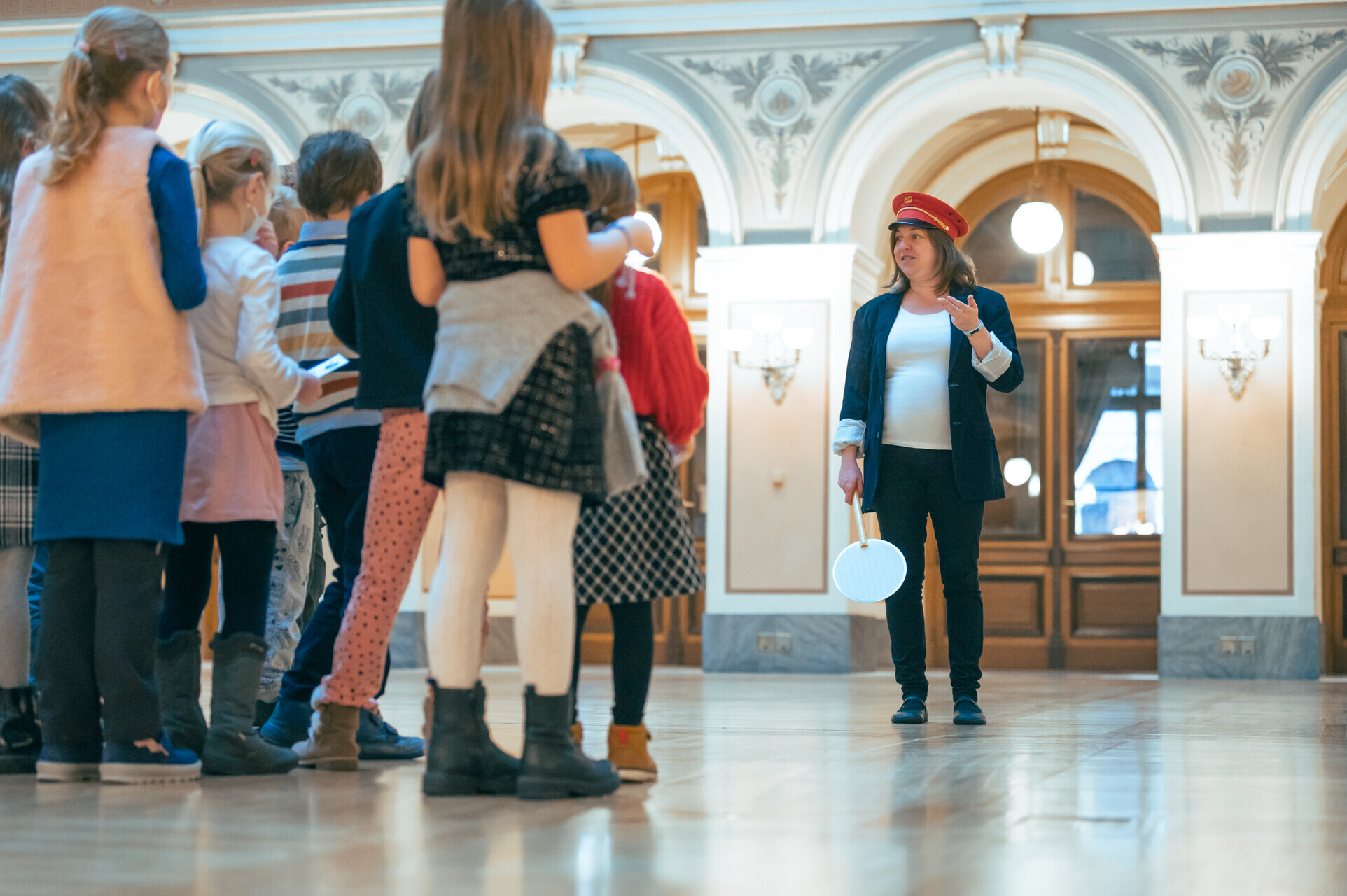
Program edukacyjny
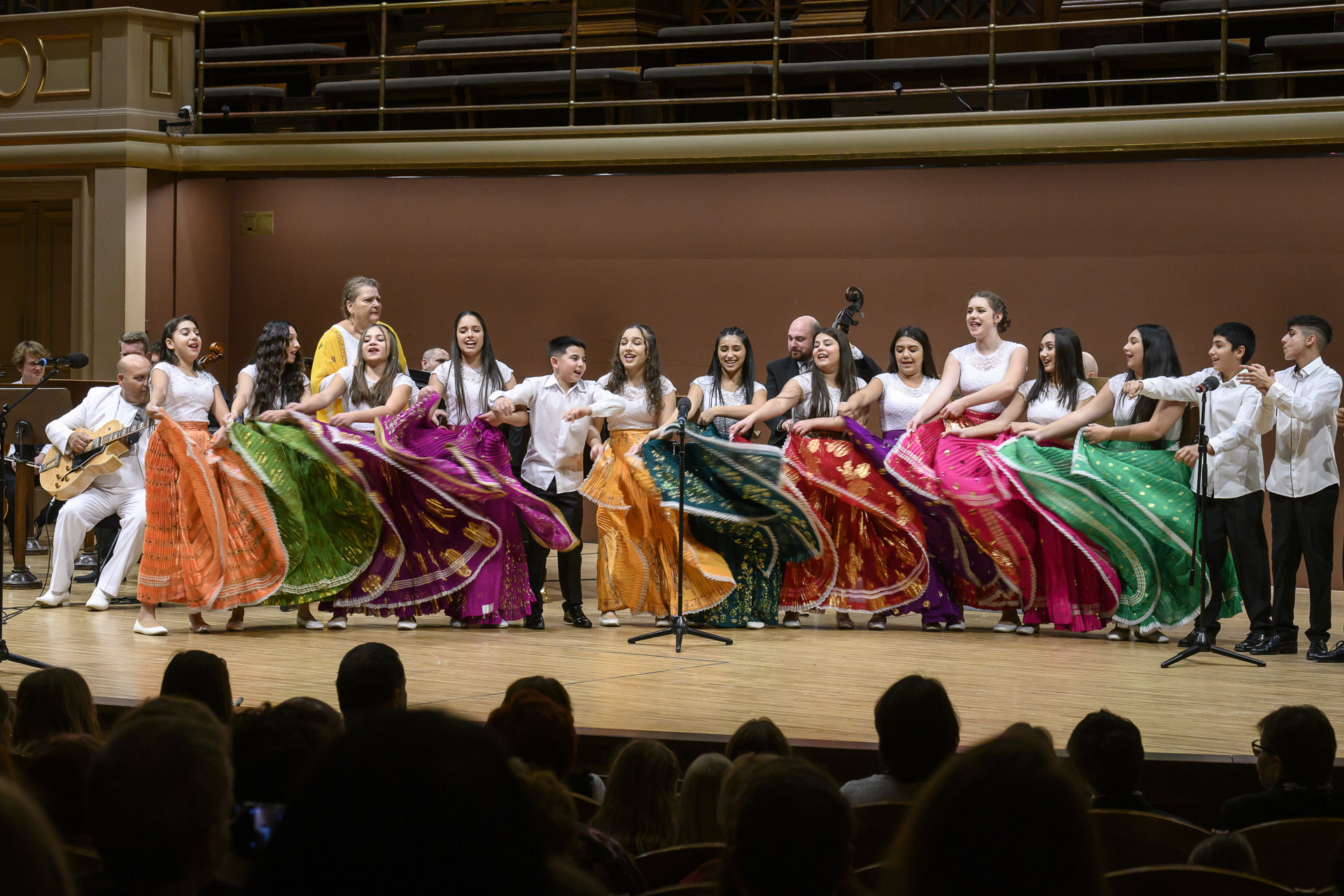
Hej, projekt Romale
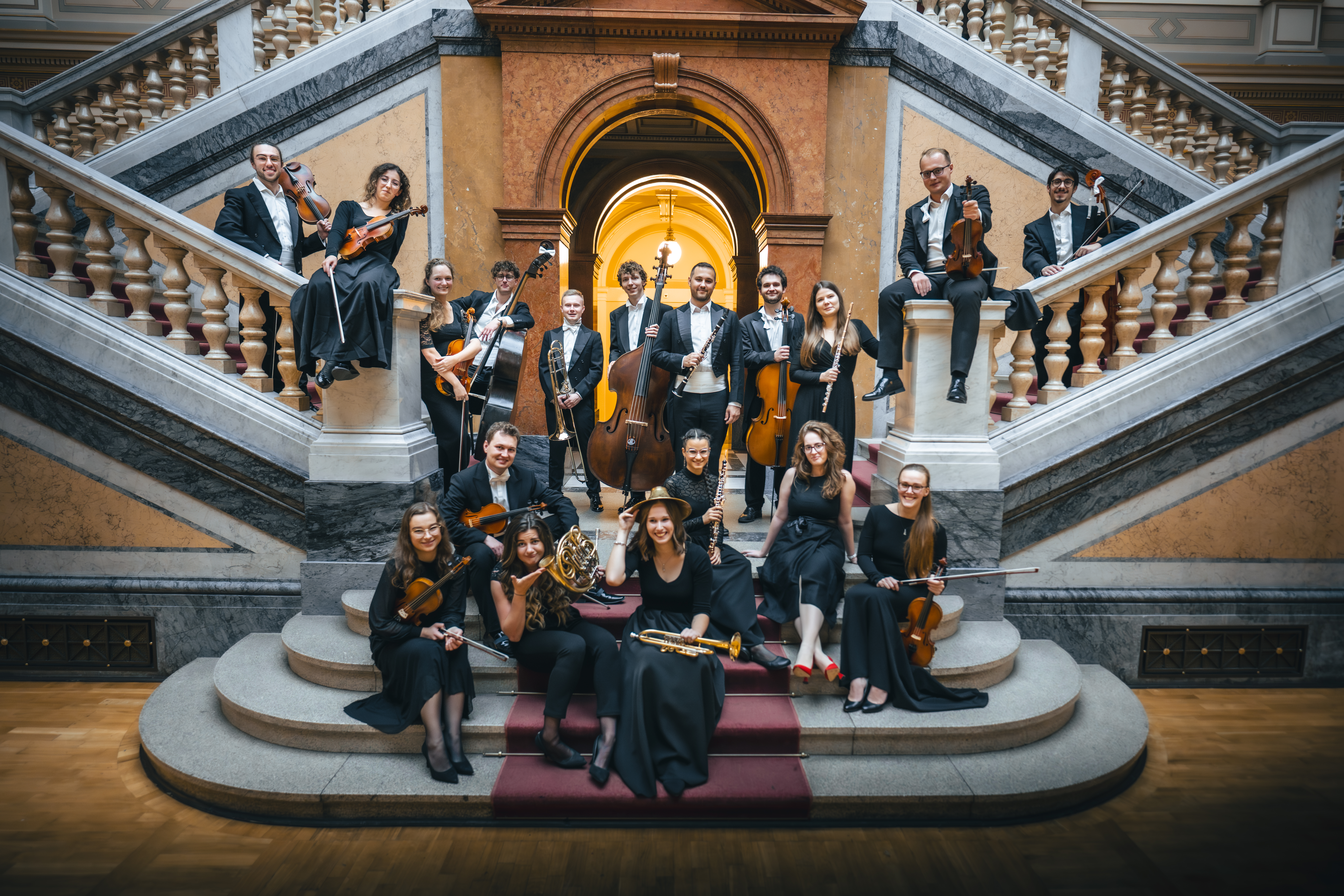
Projekt Akademii Orkiestrowej
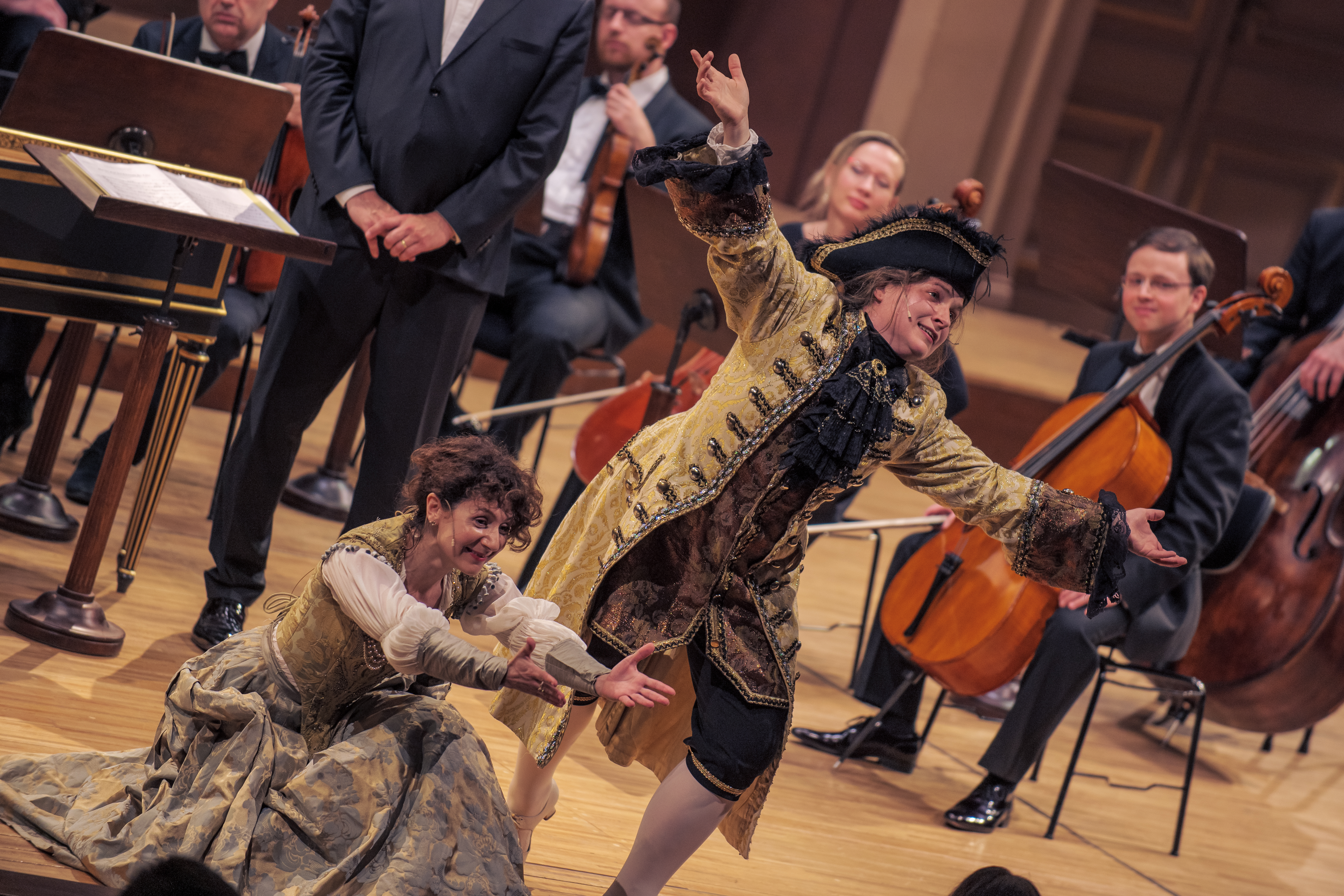
Skomentowany koncert z Przez Martha Issa

## Działalność nagraniowa

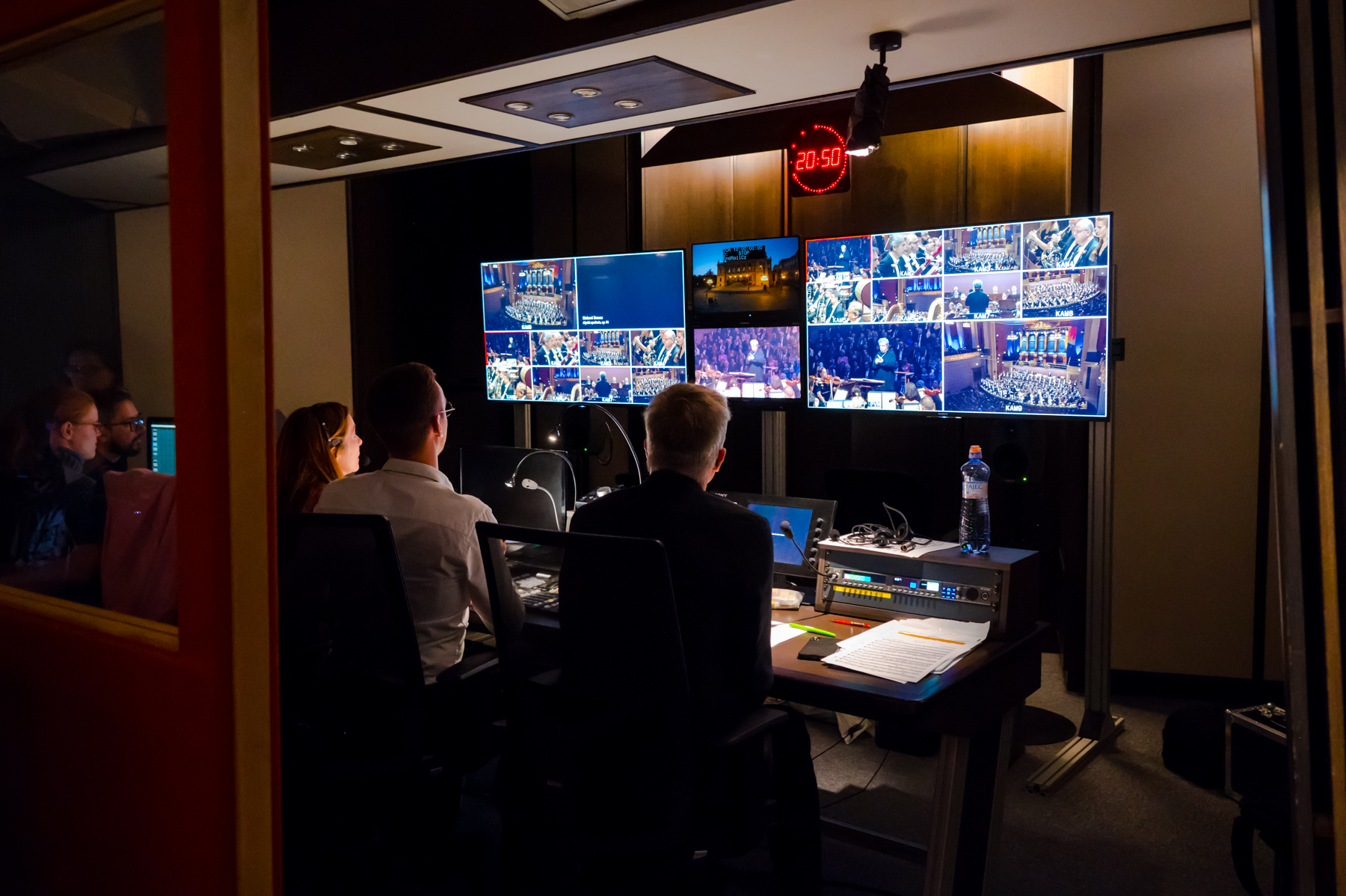
Studio Rudolfinum

Misją Filharmonii Czeskiej jest także archiwizacja aktualnych interpretacji klasycznych i nowoczesnych dzieł muzycznych dla współczesnych i przyszłych pokoleń. Co roku realizuje ona kilka projektów nagraniowych dla czeskich i zagranicznych wydawnictw.
Pierwsze nagranie gramofonowe miało miejsce w 1929 roku, kiedy to orkiestra pod batutą Václava Talicha nagrała „Moją ojczyznę” (cz. „Má vlast”) dla wytwórni His Master's Voice.  Po II wojnie światowej Filharmonia nawiązała stałą współpracę z wytwórnią Supraphon,  dla której nagrywali przede wszystkim Václav Talich, Karel Ančerl i Jiří Bělohlávek. Długotrwałą współpracę z Supraphonem kontynuowała wytwórnia Decca Classics, pod której szyldem powstała seria „Antonín Dvořák: Complete Symphonies & Concertos” pod batutą Jiřího Bělohlávka. Za kompletną serię symfonii Czajkowskiego, wydaną również przez Decca, odpowiadał Siemion Byczkow.
Seria symfonii Mahlera pod batutą Siemiona Byczkowa powstała we współpracy z wytwórnią Pentatone. Owocem kolejnej współpracy z Pentatone są nagrania z okazji Roku Muzyki Czeskiej 2024, w tym CD „Moja ojczyzna”, również zrealizowane przez Siemiona Byczkowa.
W budynku Rudolfinum powstało Studio Rudolfinum – nowoczesne studio nagraniowe połączone z audytorium im. Antonína Dvořáka oraz Josefa Suka. Obie sale koncertowe są regularnie wykorzystywane na potrzeby nagrań koncertów na żywo oraz studyjnych.

## Czeskie Towarzystwo Muzyki Kameralnej
W Rudolfinum swoją siedzibę ma też odrębna część Filharmonii czeskiej – Czeskie Towarzystwo Muzyki Kameralnej (cz. Český spolek pro komorní hudbu, w skrócie ČSKH). Powstało ono w 1894 roku a jego początkową misją było wspieranie działalności koncertowej Kwartetu Czeskiego.
Sezon koncertowy ČSKH składa się z pięciu cykli, których repretuar tworzy połączenie dzieł znanych kompozytorów oraz twórczości współczesnych autorów. Abonament R to cykl oferujący występy solowe, na których publiczność miała okazję zapoznać się np. z Daniiłem Trifonowem, Janine Jansen czy Mitsuko Uchidą. Każdy sezon ma innego kuratora, odpowiedzialnego za współtworzenie programu oraz zapraszanie artystów. Kuratorem 130 sezonu koncertowego ČSKH jest dyrygent, kompozytor, kontrabasista i pianista Petr Popelka.

## Inne rodzaje działalności
Filharmonia Czeska regularnie nawiązuje współpracę z instytucjami artystycznymi w Czechach i za granicą, m.in. z Międzynarodowym Festiwalem Filmowym w Karlowych Varach (cz. Mezinárodní filmový festival Karlovy Vary) czy grupą taneczną Dekkadancers. Ponadto wydaje również czasopismo „Ladírna” oraz podcast „Philharmonious”, zawierający wywiady z wybitnymi osobistościami ze świata muzyki.

## Główni dyrygenci
- Ludvík Čelanský (1901–1903)
- William Zemanek (1903–1918)
- Wacław Talich (1919–1931 i 1933–1941)
- Rafael Kubelik (1942–1948)
- Karel Ančerl (1950–1968)
- Václav Neumann (1968–1990)
- Jiří Bělohlávek (1990–1992)
- Gerd Albrecht (1993–1996)
- Władimir Aszkenazy (1996–2003)
- Zdenek Macal (2003–2007)
- Eliasz Inbal (2009–2011)
- Jiří Bělohlávek (2012–2017)
- Semjon Byčkov (od 2018)

## Dyrektorzy generalni
- Ctirad Kohoutek (1980–1987)
- Lubomír Cižek (1987–1990)
- Jarosław Tvrzsky (1990–1992)
- Milan Lasek (1992–1993)
- Władysław Kantor (1993–1995)
- Gieorgij Kovar (1995–2000)
- Václav Riedlbauch (2001–2009)
- Władimir Darjanin (2009–2010)
- Václav Kasík (maj – sierpień 2010)
- David Mareček (od 1 lutego 2011)